# ادوال (واشینگتن)
ادوال (به انگلیسی: Edwall) یک منطقهٔ مسکونی در ایالات متحده آمریکا است که در شهرستان لینکلن، واشینگتن واقع شده‌است.